# Lex van Dawn
Lex van Dawn (* 4. März 1988; bürgerlich Alexander Schwarz) ist ein deutscher Komponist und Musikproduzent orchestraler und elektronischer Musik für Film, Fernsehen und Videospiele.

## Leben
Alexander Schwarz wuchs in der Baden-Württembergischen Stadt Crailsheim auf. Nachdem er seine klassische Klavierausbildung vollendet hatte, zog er 2008 nach München, um ein Kompositionsstudium bei Dieter Dolezel und Karsten Laser an der Akademie Deutsche POP zu machen. Es folgte ein Stipendium für Filmkomposition und zugleich der Kontakt zum Computerhersteller Apple, für welchen van Dawn ebenfalls anfing zu arbeiten. Dort lernte er den ivorysound Gründer Samir El Borno kennen. Durch das gemeinsame starke Interesse für Film, Soundtracks und Sound Design war es nur eine Frage der Zeit, bis sich eine Zusammenarbeit daraus entwickeln würde. Gemeinsam konnten sie sich Anfang 2012 bei einer Ausschreibung für die Trailermusik des Spiels Ravaged gegen 180 internationalen Komponisten durchsetzen.

Im November 2012 folgte eine Einladung als Nominierte für die Musikpreisverleihung The Hollywood Music in Media Awards 2012 in Los Angeles, bei der die beiden Musiker den Preis in der Kategorie Best Score Movie/Game Trailer verliehen bekommen haben.

Neben seiner Leidenschaft zur Filmmusik, verfolgt van Dawn ebenso ein großes Interesse an der Elektronischen Musik, wo er sich genauso engagiert zeigt und erst kürzlich einen Remix für das Hamburger Dance Label Mental Madness für den Künstler Thomas You produziert hat.

## Diskografie
Hauptkompositionen
- 2010: Astroslugs Remix für Videogame
- 2012: Girls Jam Remix für Thomas You
- 2012: Volley zusammen mit Samir El Borno
- 2012: Ravaged zusammen mit Samir El Borno

Zusätzliche Musik
- 2010: Daytona Race - Miss Luna zusammen mit Florian Lüttich
- 2011: The One EP - Miss Luna zusammen mit Florian Lüttich
- 2011: Happiness Is True - Miss Luna zusammen mit Florian Lüttich
- 2012: Monas Bürgermeister zusammen mit Karsten Laser und C. Patrick Castritius

## Auszeichnungen
Er wurde im Jahr 2012 mit dem Hollywood Music in Media Award ausgezeichnet.